# Ziarniniak nasienny
Ziarniniak nasienny – ziarniniakowa reakcja zapalna w następstwie wynaczynienia plemników z nasieniowodów lub najądrza z powodu urazu, procesu zapalnego tych struktur lub wazektomii.
Zwykle nie daje żadnych objawów, ale może być związany z bólem lub dyskomfortem jąder. Prawdopodobnie ziarniniak, jako następstwo cofania się nasienia z najądrza, poprzez zmniejszenie ciśnienia w tej strukturze faktycznie zapobiega przewlekłemu bólowi jąder po zabiegu wazektomii. Stwierdzono, że chorzy po wazektomii bez ziarniniaka nasiennego częściej doświadczają bólu jąder niż chorzy, u których on występuje. Problemem może być zakażenie ziarniniaka lub wytworzenie przetoki do skóry.
Zabiegi wazektomii z pozostawieniem otwartego końca jądrowego i zamkniętego końca brzusznego mogą zapobiegać zapaleniu najądrzy po wazektomii i rozwojowi przewlekłego bólu jąder. Zaobserwowano, że u leczonych techniką operacji z pozostawieniem otwartego końca jądrowego ziarniniak nasienny pojawiał się u 97% leczonych, ale żaden nie był objawowy.
Od roku 1979 wielokrotnie modyfikowano metody wazektomii. Obecnie, według zaleceń Amerykańskiego Towarzystwa Urologicznego z maja 2012, powinno się wyprowadzać otwarty koniec nasieniowodu poza powrózek nasienny.